# モスタFC
モスタ・フットボールクラブ（Mosta Football Club）は、マルタのモスタをホームタウンとするサッカークラブである。

## 歴史
1935年に創設された。モスタ・ユナイテッド (Mosta United) の名前でマルタサッカー協会 (MFA) の4部リーグに参加した。
1939-40シーズンにモスタ・ローヴァーズ (Mosta Rovers) に改称された。1943-44シーズンにモスタ・オリンピックス (Mosta Olympics) に改称された。1946-47シーズンにモスタ・アスレティックス (Mosta Athletics) に改称された。
1964-65シーズンにサードディビジョンで優勝してセカンドディビジョンに昇格した。1967-68シーズンにサードディビジョンに降格したが、1968-69シーズンにセカンドディビジョンに昇格した。1973-74シーズンに最上位リーグのファーストディビジョンに初昇格した。1974年10月12日に行われたフロリアーナ戦でファーストディビジョンでのデビューを果たしたが、0-1で敗れた。Żebbuġ Rangers戦でファーストディビジョンでの初勝利を記録した。デビューシーズンとなった1974-75シーズンは勝ち点3しか獲得できず、1シーズンでセカンドディビジョンに降格した。
マルタサッカーのリーグ構成の再編により、1980-81シーズンに新たな最上位リーグとしてプレミアリーグが創立された。
クラブ創設50周年に当たる1984-85シーズンにセカンドディビジョンで優勝してファーストディビジョンに昇格した。1985-86シーズンにファーストディビジョンで3位の成績を残し、1986-87シーズンに優勝してプレミアリーグに昇格した。しかし、1シーズンでファーストディビジョンに降格した。
1989-90シーズンにマルタFAトロフィーで準決勝に進出したが、スリマ・ワンダラーズに0-1で敗れた。1990-91シーズンにファーストディビジョンで3位の成績を残したが、1991-92シーズンにセカンドディビジョンに降格した。1992-93シーズンにセカンドディビジョンで優勝してファーストディビジョンに昇格した。同シーズンにモスタFCサポーターズクラブが設立された。
1999-2000シーズンにファーストディビジョンで7位、2000-01シーズンに5位の成績を残した。2001-02シーズンに優勝したマルサシュロックに次ぐ2位になり、マルサシュロックと共にプレミアリーグに昇格した。2002-03シーズンに1987-88シーズン以来となるプレミアリーグに参加したが、1シーズンでファーストディビジョンに降格した。
2004-05シーズンに優勝したハムルーン・スパルタンズに次ぐ2位になり、ハムルーン・スパルタンズと共にプレミアリーグに昇格したが、1シーズンでファーストディビジョンに降格した。
2007-08シーズンにファーストディビジョンで優勝したタルシーン・レインボーズに次ぐ2位になったが、モスタとオルミが同勝ち点で並んだため、昇格プレーオフが開催された。モスタはオルミに0-0 (3-4 p) で敗れてプレミアリーグ昇格を逃した。
2010-11シーズンにファーストディビジョンで優勝したバルザン・ユーツ、2位のアッバに次ぐ3位になったが、モスタとメリタが同勝ち点で並んだため、昇格プレーオフが開催された。モスタがメリタに2-0で勝利してプレミアリーグに昇格した。
2013-14シーズンにプレミアリーグで4位の成績を残した。
2014-15シーズンはプレミアリーグ最終節にナッシャー・ライオンズに敗れ、ファーストディビジョンのグジラ・ユナイテッドとの入れ替え戦に出場した。モスタがグジラ・ユナイテッドに2-0で勝利してプレミアリーグ残留を果たした。
2016-17シーズンはプレミアリーグ最終節に降格争いをしていたペンブローク・アスレタを破り、自動降格を回避して入れ替え戦に出場した。モスタがファーストディビジョンのオルミに3-1で勝利してプレミアリーグ残留を果たした。
2020-21シーズンのマルタサッカー協会主催大会は2021年4月9日に新型コロナウイルス感染症の世界的流行の影響ですべて終了されることが発表された。FAトロフィーは全試合の75%以上を消化していなかったため放棄された。プレミアリーグは第23節終了時点の順位が最終的な結果とされ、優勝したハムルーン・スパルタンズ、2位のヒバーニアンズ、3位のグジラ・ユナイテッド、4位のビルキルカラが2021-22シーズンのUEFAクラブ大会の出場権を獲得した。しかし、UEFA上訴委員会はハムルーン・スパルタンズが2013年に八百長に関与したとして、UEFAチャンピオンズリーグ 2021-22の参加資格がないとの判断を下した。UEFAの決定が覆らなかった場合は2位のヒバーニアンズがチャンピオンズリーグ、6位のモスタがUEFAヨーロッパカンファレンスリーグ 2021-22に繰り上げ出場する。5位のスリマ・ワンダラーズは2021-22シーズンのUEFAライセンスの申請を取り下げていた。

## 獲得タイトル
- マルタ・ファーストディビジョン / マルタ・チャレンジリーグ：1回
  - 1986-87
- マルタ・セカンドディビジョン：2回
  - 1984-85, 1992-93
- マルタ・サードディビジョン：1回
  - 1964-65

## 欧州の成績
| シーズン | 大会                               | ラウンド  | 対戦相手               | ホーム | アウェー | 合計 |  |
| -------- | ---------------------------------- | --------- | ---------------------- | ------ | -------- | ---- |  |
| 2021-22  | UEFAヨーロッパカンファレンスリーグ | 予選1回戦 | スパルタク・トルナヴァ | 3-2    | 0-2      | 3-4  |  |

## 歴代所属選手
- ファビオ・パイム 2014-2015
- ハルナ・ババンギダ 2015
- ゴッドウィン・メンシャ 2016
- ジョヴァンニ・ヌティ 2017-2018
- 廣瀬慧 2018-2019

## 女子部門
1996-97シーズンに女子サッカーチームが創設された。
2009年にマルタ女子スーパーカップでビルキルカラに2-1で勝利した。
2010-11シーズンにマルタ女子リーグで初優勝してUEFA女子チャンピオンズリーグ 2011-12出場権を獲得した。モスタはチャンピオンズリーグ予選のグループ5でフェロー諸島のKÍクラクスヴィーク、スコットランドのグラスゴー・シティ、セルビアのスパルタク・ヤッファと同組になった。2011年8月11に行われたグループ5第1節のKÍクラクスヴィーク戦でチャンピオンズリーグデビューを果たしたが、0-1で敗れた。第2節のグラスゴー・シティ戦は0-8、第3節のスパルタク戦は0-11で敗れた。
2011年にスーパーカップでビルキルカラに1-0で勝利した。
2011-12シーズンにマルタ女子カップ決勝でビルキルカラを1-1 (4-2 p)で破って優勝した。
2012年にスーパーカップでビルキルカラに0-0 (4-3 p) で勝利した。

### 獲得タイトル (女子)
- マルタ女子リーグ：1回
  - 2010-11
- マルタ女子カップ：1回
  - 2011-12
- マルタ女子スーパーカップ：3回
  - 2009, 2011, 2012

### 欧州の成績 (女子)
| シーズン | 大会                         | ラウンド        | 対戦相手           | ホーム | アウェー | 合計 |  |
| -------- | ---------------------------- | --------------- | ------------------ | ------ | -------- | ---- |  |
| 2011-12  | UEFA女子チャンピオンズリーグ | 予選・グループ5 | KÍクラクスヴィーク | 0-1    | 0-1      | 4位  |  |
| 2011-12  | UEFA女子チャンピオンズリーグ | 予選・グループ5 | グラスゴー・シティ | 0-8    | 0-8      | 4位  |  |
| 2011-12  | UEFA女子チャンピオンズリーグ | 予選・グループ5 | スパルタク         | 0-11   | 0-11     | 4位  |  |